# Комитет Совета Федерации по федеративному устройству, региональной политике, местному самоуправлению и делам Севера

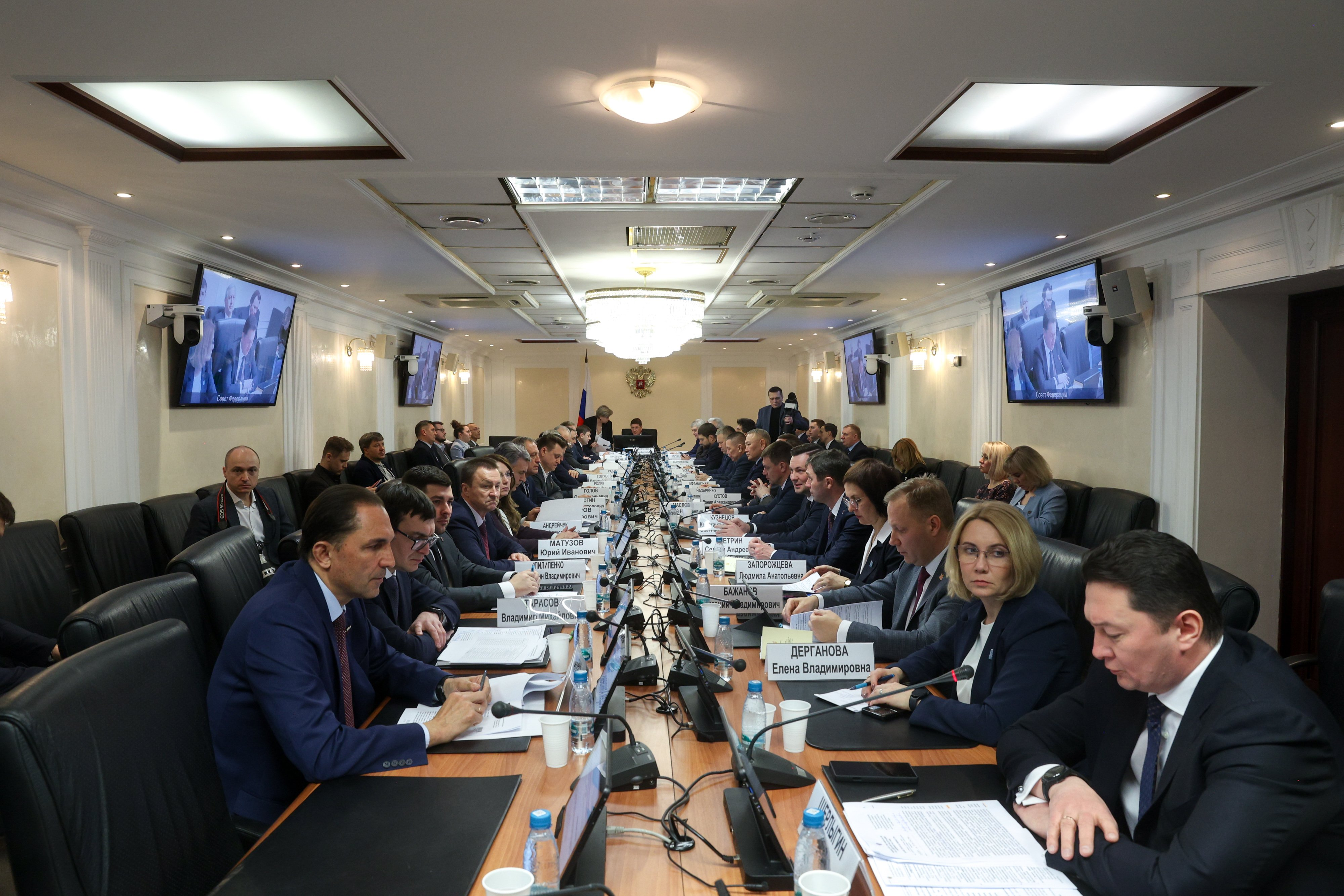
На повестке заседания Комитета — вопрос об изношенности коммунальной инфраструктуры по регионам РФ

Комитет Совета Федерации по федеративному устройству, региональной политике, местному самоуправлению и делам Севера был сформирован 25 ноября 2011 года.
Председатель Комитета — Шевченко Андрей Анатольевич. В состав Комитета входят 18 сенаторов Российской Федерации — членов Совета Федерации Федерального собрания России.
В 1994—2002 годы аналогичными вопросами занимались два Комитета — по делам Федерации, Федеративному договору и региональной политике; по делам Севера и малочисленных народов.
С начала 2002 года были созданы три Комитета с аналогичными вопросами ведения — по делам Федерации и региональной политике; по вопросам местного самоуправления; по делам Севера и малочисленных народов.

## Состав Комитета
| №  | Сенатор Российской Федерации | ФИО сенатора | Должность в Комитете | Регион, делегировавший сенатора                                            |
| -- | ---------------------------- | --- | --- | -------------------------------------------------------------------------- |
| 1  |                              | Шевченко Андрей Анатольевич (утвержден 20 октября 2021 года, Постановление Совета Федерации № 452-СФ)                        | Председатель Комитета | Сенатор РФ от Законодательного собрания Оренбургской области               |
| 2  |                              | Якушев Владимир Владимирович                                                                                                 | Первый вице-премьер Совета Федерации России | Сенатор РФ от исполнительной власти Тюменской области                      |
| 3  |                              | Городецкий Владимир Филиппович (переутверждён Постановлением Совета Федерации от 25 сентября 2023 года, №552-СФ)             | Первый заместитель председателя Комитета | Сенатор РФ от исполнительной власти Новосибирской области                  |
| 4  |                              | Карелова Галина Николаевна (введена в Комитет Постановлением Совета Федерации от 25 сентября 2023 года, №552-СФ)             | Первый заместитель председателя Комитета | Сенатор РФ от исполнительной власти Воронежской области                    |
| 5  |                              | Высокинский Александр Геннадьевич                                                                                            | Заместитель председателя Комитета | Сенатор РФ от Законодательного собрания Свердловской области               |
| 6  |                              | Усс Александр Викторович (переутверждён Постановлением Совета Федерации от 25 сентября 2023 года, №552-СФ)                   | Заместитель председателя Комитета | Сенатор РФ от Законодательного собрания Красноярского края                 |
| 7  |                              | Широков Анатолий Иванович (переутверждён Постановлением Совета Федерации от 25 сентября 2023 года, №552-СФ)                  | Заместитель председателя Комитета Представитель СФ в государственных органах по вопросам развития Дальнего Востока, Восточной Сибири и Арктики (переутверждён, Постановление СФ от 11 октября 2023 года, №600-СФ) | Сенатор РФ от исполнительной власти Магаданской области                    |
| 8  |                              | Афанасьев Сахами́н Мила́нович (введён в Комитет частью первой Постановления Совета Федерации от 11 октября 2023 года, №576-СФ) | Член Комитета | Сенатор РФ от Законодательного собрания Ил Тумэ́н Республики Саха (Якутия)  |
| 9  |                              | Волошин Александр Викторович (введён Постановлением Совета Федерации от 25 сентября 2023 года, №552-СФ)                      | Член Комитета | Сенатор РФ от Народного Совета Донецкой Народной Республики                |
| 10 |                              | Голов Олег Евгеньевич | Член Комитета | Сенатор РФ от Государственного собрания ― Курултая Республики Башкортостан |
| 11 |                              | Голубев Василий Юрьевич | Член Комитета | Сенатор РФ от Законодательного собрания Ростовской области                 |
| 12 |                              | Гусев Денис Владимирович | Член Комитета | Сенатор РФ от исполнительной власти Ненецкого автономного округа           |
| 13 |                              | Ильина Надежда Викторовна(введена Постановлением Совета Федерации от 25 сентября 2023 года, №552-СФ)                         | Член Комитета | Сенатор РФ от Парламента Кузбасса                                          |
| 14 |                              | Ледков Григорий Петрович | Член Комитета | Сенатор РФ от Законодательного собрания Ямало-Ненецкого автономного округа |
| 15 |                              | Лукин Сергей Николаевич | Член Комитета | Сенатор РФ от Воронежской областной думы                                   |
| 16 |                              | Назаренко Виталий Викторович (введён в Комитет Постановлением Совета Федерации от 25 сентября 2023 года, №552-СФ)            | Член Комитета | Сенатор РФ от Парламента Республики Северной Осетии ― Алании               |
| 17 |                              | Радаев Валерий Васильевич | Член Комитета | Сенатор РФ от Саратовской областной думы                                   |
| 18 |                              | Ролик Александр Иванович(введён в Комитет Постановлением Совета Федерации от 25 сентября 2023 года, №552-СФ)                 | Член Комитета | Сенатор РФ от исполнительной власти Приморского края                       |

## Вопросы Комитета
К вопросам ведения Комитета Совета Федерации по федеративному устройству, региональной политике, местному самоуправлению и делам Севера относятся:
1. федеративное устройство Российской Федерации;
2. федеральные территории, организация публичной власти на федеральных территориях;
3. проведение консультаций по представленным Президентом Российской Федерации кандидатурам на должность прокуроров субъектов Российской Федерации;
4. предварительное обсуждение представленной Президентом Российской Федерации кандидатуры на должность руководителя федерального органа исполнительной власти (федерального министра), ведающего вопросами предотвращения чрезвычайных ситуаций и ликвидации последствий стихийных бедствий;
5. государственная национальная и региональная политика;
6. государственная политика в области местного самоуправления, общие принципы организации местного самоуправления, гарантии местного самоуправления;
7. государственная жилищная политика;
8. производство энергоэффективных и экологически чистых строительных материалов;
9. реформирование и модернизация жилищно-коммунального комплекса Российской Федерации;
10. сбор, утилизация и переработка твердых коммунальных отходов;
11. градостроительная деятельность;
12. государственная политика социального и экономического развития районов Крайнего Севера и приравненных к ним местностей;
13. государственная политика в Арктике;
14. принятие в Российскую Федерацию и образование в её составе нового субъекта Российской Федерации;
15. изменение границ между субъектами Российской Федерации, а также границ городов федерального значения Москвы, Санкт-Петербурга и Севастополя;
16. общие принципы организации законодательных (представительных) и исполнительных органов государственной власти субъектов Российской Федерации;
17. разграничение предметов ведения и полномочий между органами государственной власти Российской Федерации, органами государственной власти субъектов Российской Федерации и органами местного самоуправления;
18. выборы в органы государственной власти субъектов Российской Федерации и органы местного самоуправления;
19. государственная гражданская служба субъектов Российской Федерации и муниципальная служба;
20. экономические, финансовые и социальные основы региональной политики;
21. организационные, территориальные и финансово-экономические основы местного самоуправления;
22. наделение органов местного самоуправления отдельными государственными полномочиями и участие органов местного самоуправления одного уровня в осуществлении отдельных полномочий органов местного самоуправления другого уровня;
23. регулирование особенностей организации местного самоуправления в приграничных территориях, закрытых административно-территориальных образованиях, наукоградах, городах федерального значения и на других территориях;
24. межрегиональное и межмуниципальное сотрудничество;
25. регулирование трудовых ресурсов, государственные гарантии и компенсации для лиц, работающих и проживающих в районах Крайнего Севера и приравненных к ним местностях;
26. устойчивое развитие коренных малочисленных народов Севера, Сибири и Дальнего Востока Российской Федерации, защита их исконной среды обитания и традиционного образа жизни, поддержка общин и традиционной хозяйственной деятельности этих народов;
27. использование природных ресурсов, охрана окружающей среды и обеспечение экологической безопасности как основы жизни и деятельности народов, проживающих в районах Крайнего Севера и приравненных к ним местностях;
28. пенсионное и социальное обеспечение населения в районах Крайнего Севера и приравненных к ним местностях;
29. государственное регулирование использования Северного морского пути;
30. ценовая и тарифная политика в сфере жилищно-коммунального хозяйства;
31. деятельность в области строительства[41].